# Доналд Ръмсфелд
Доналд Хенри Ръмсфелд (на английски: Donald Henry Rumsfeld) е висш американски политик.
Той е 13-ият министър на отбраната на САЩ при президента Джералд Форд (1975 – 1977) и 21-вият министър на отбраната на САЩ (2001 – 2006) при президента Джордж У. Буш. Подава оставка от поста министър на отбраната на 8 ноември 2006 г.

## Биография
Ръмсфелд е роден в Чикаго на 9 юли 1932 г. Женен е за съпругата си Джойс от 1954 г. Имат 3 деца, 6 внуци и правнук. Починал е в Таос, щата Ню Мексико на 29 юни 2021 г.
Специален пратеник в Близкия изток
По време на службата си като дипломатически представител в Близкия изток (ноември 1983 – май 1984) Ръмсфелд, назначен от президента Роналд Рейгън, се превръща в най-важната фигура за американското военно разузнаване, посредник в прпредоставянето на стратегическа информация и съвети на Саддам Хусейн по време на Ирано-иракската война. Проиракската политика на САЩ е възприета, когато Иран взима превес във войната и възникват сериозни основания, че може напълно да разгроми Иран.
При посещението си в Багдад на 19 – 20 декември 1983 г. Ръмсфелд води 90-минутен разговор със Саддам Хусейн. Според разсекретени документи на Държавния департамент на САЩ Ръмсфелд осведомява Тарик Азис (иракски заместник министър-председател и външен министър): „Усилията ни да помогнем бяха възпрепятствани поради определени причини, които ни затрудняват да… изкажем похвала за използването на химически оръжия.“
Ръмсфелд отнася много подаръци за Саддам Хусейн от президента Рейгън. Сред тях има пистолети, средновековни боздугани и чифт златни шпори за говедари. До Войната в Персийския залив (1990 – 1991) всичко това стои изложено в Музея на победата в Багдад, в който се намират и другите подаръци, връчвани на Саддам Хусейн от лидери на приятелски държави.
През 1988 г. Ръмсфелд заявява, че пълното възстановяването на връзките с Ирак е сред най-големите му постижения.

## Цитати
От изказване на Ръмсфелд на пресконференция на Министерството на отбраната на САЩ на 12 февруари 2002 г.:
| „ | Съобщения, в които се казва, че нещо не се е случило, винаги са ми били интересни, тъй като, както знаем, има знайни знания – има неща, които знаем, че знаем. Също така знаем, че има знайни незнания – сиреч знаем, че има неща, които не знаем. Ала има и незнайни незнания – тези, които не знаем, че не знаем. | “ |

## Авторство
На Ръмсфелд се приписва авторството на понятието „Стара Европа“ от XX век.